# René Jean Savard
René Jean Savard est un producteur de télévision québécois né le 20 juillet 1938 à Kénogami et mort le 23 mai 2023 à Québec. Il est le producteur délégué de l'émission de télévision québécoise Passe-Partout, de 1977 à 1985.

## Biographie
René Jean Savard est né à Kénogami. Il a fait ses études secondaires et  postsecondaires au Séminaire de Chicoutimi et au Collège de Jonquière. Il a également étudié en réalisation/production/télévision à l'Université de New York (NYU) et au RCA TV Production School à New York aux États-Unis. À partir de 1963, il travaille successivement comme réalisateur à la Radio Télévision belge de la communauté française (RTBF) à Bruxelles, à Radio-Canada à Montréal, aux départements de l'audiovisuel du cégep de Sherbrooke et  de l'université Laval. Il intègre le Service général des moyens d'enseignement du ministère de l'Éducation du Québec (SGME) au début des années 70. En 1985, il devient directeur de la programmation Enfance/Jeunesse à la Chaîne française de TVOntario tout en faisant partie de l'équipe qui met en ondes cette nouvelle chaîne de télévision le 1er janvier 1987. De retour au Québec, il poursuit et termine son parcours professionnel à Radio-Québec, (Télé-Québec en 1996), de 1988 à 1999. Il est le producteur délégué de la série télévisée Passe-Partout 1 et 2 entre 1977 et 1985.

## Productions
- Passe-Partout 1 et 2, Ministère de l'Éducation du Québec, 1977 à 1985
- Octo-puce, Ministère de l'Éducation du Québec,/TVOntario, 1983
- Octo-giciel, Ministère de l'Éducation du Québec/TVOntario, 1984

## Émissions spéciales
- Bonjour, Shanghaï / Shangaï, Ni Hao, Radio-Québec , 1988
- Championnat mondial d'orthographe de langue française avec Bernard Pivot et première diffusion de la finale mondiale, Radio-Québec (Télé-Québec), 1989